# Nuoto ai campionati europei di nuoto 2022 - 400 metri stile libero maschili
La gara dei 400 metri stile libero maschili dei campionati europei di nuoto 2022 si è svolta il 17 agosto 2022. Al mattino del 17 agosto si sono svolte le batterie, mentre la finale si è disputata nel pomeriggio.

## Podio
| Pos.    | Atleta              | Nazione  |
| ------- | ------------------- | -------- |
| Oro     | Lukas Märtens       | Germania |
| Argento | Antonio Djakovic    | Svizzera |
| Bronzo  | Henning Mühlleitner | Germania |

## Record
Prima della manifestazione il record del mondo (RM), il record europeo (EU) e il record dei campionati (RC) erano i seguenti.
|  | 3'40"07 | Paul Biedermann | 26 luglio 2009 Roma   |
|  | 3'40"07 | Paul Biedermann | 26 luglio 2009 Roma   |
|  | 3'44"01 | Gabriele Detti  | 16 maggio 2016 Londra |

Durante la competizione è stato migliorato il seguente record:
| Data      | Evento | Atleta        | Nazione  | Tempo   | Record |
| --------- | ------ | ------------- | -------- | ------- | ------ |
| 17 agosto | Finale | Lukas Märtens | Germania | 3'42"50 |        |

## Risultati

### Batterie
| Pos. | Batteria | Corsia | Atleta                 | Nazionalità   | Tempo       | Note  |
| ---- | -------- | ------ | ---------------------- | ------------- | ----------- | ----- |
| 1    | 5        | 5      | Henning Mühlleitner    | Germania      | 3'46"79     | Q     |
| 2    | 5        | 4      | Lukas Märtens          | Germania      | 3'47"38     | Q     |
| 3    | 5        | 6      | Antonio Djakovic       | Svizzera      | 3'47"67     | Q     |
| 4    | 1        | 3      | David Popovici         | Romania       | 3'47"99     | Q DSQ |
| 5    | 4        | 6      | Lorenzo Galossi        | Italia        | 3'48"15     | Q     |
| 6    | 5        | 3      | Gabriele Detti         | Italia        | 3'48"32     | Q     |
| 7    | 4        | 5      | Marco De Tullio        | Italia        | 3'48"38     |       |
| 8    | 4        | 7      | Joris Bouchaut         | Francia       | 3'49"00     | Q     |
| 9    | 4        | 4      | Felix Auböck           | Austria       | 3'49"16     | Q     |
| 10   | 5        | 1      | Sven Schwarz           | Germania      | 3'49"58     |       |
| 11   | 4        | 2      | Henrik Christiansen    | Norvegia      | 3'51"26     | Q     |
| 12   | 4        | 1      | Victor Johansson       | Svezia        | 3'51"29     |       |
| 13   | 5        | 2      | Matteo Ciampi          | Italia        | 3'52"35     |       |
| 13   | 3        | 6      | Luis Domínguez         | Spagna        | 3'52"35     |       |
| 15   | 4        | 8      | Kieran Bird            | Gran Bretagna | 3'52"94     |       |
| 16   | 3        | 2      | Yordan Yanchev         | Bulgaria      | 3'53"31     |       |
| 17   | 3        | 7      | Carlos Garach          | Spagna        | 3'53"36     |       |
| 18   | 3        | 1      | Sašo Boškan            | Slovenia      | 3'53"42     |       |
| 19   | 5        | 7      | Kregor Zirk            | Estonia       | 3'53"43     |       |
| 20   | 3        | 9      | Damien Joly            | Francia       | 3'53"63     |       |
| 21   | 3        | 3      | Krzysztof Chmielewski  | Polonia       | 3'53"69     |       |
| 22   | 5        | 8      | Gábor Zombori          | Ungheria      | 3'53"84     |       |
| 23   | 2        | 5      | Ondřej Gemov           | Rep. Ceca     | 3'54"00     |       |
| 24   | 4        | 9      | Bar Soloveychik        | Israele       | 3'54"34     |       |
| 25   | 2        | 4      | Yoav Romano            | Israele       | 3'54"42     |       |
| 26   | 3        | 0      | Dániel Mészáros        | Ungheria      | 3'54"70     |       |
| 27   | 2        | 2      | Finn McGeever          | Irlanda       | 3'56"52     |       |
| 28   | 3        | 8      | Luc Kroon              | Paesi Bassi   | 3'58"62     |       |
| 29   | 2        | 6      | Richard Nagy           | Slovacchia    | 3'59"22     |       |
| 30   | 1        | 4      | Pit Brandenburger      | Lussemburgo   | 3'59"73     |       |
| 31   | 2        | 7      | Loris Bianchi          | San Marino    | 4'01"70     |       |
| 32   | 2        | 8      | Primož Šenica Pavletič | Slovenia      | 4'02"69     |       |
| 33   | 2        | 1      | Dylan Cachia           | Malta         | 4'13"46     |       |
| 34   | 1        | 5      | Franc Aleksi           | Albania       | 4'19"20     |       |
| DNS  | 2        | 0      | Liam Custer            | Irlanda       | Non partito |       |
| DNS  | 2        | 3      | Robin Hanson           | Svezia        | Non partito |       |
| DNS  | 3        | 4      | Mikkel Gadgaard        | Danimarca     | Non partito |       |
| DNS  | 3        | 5      | Balázs Holló           | Ungheria      | Non partito |       |
| DNS  | 4        | 0      | Jon Jøntvedt           | Norvegia      | Non partito |       |
| DNS  | 4        | 3      | Danas Rapšys           | Lituania      | Non partito |       |
| DNS  | 5        | 0      | Dimitrios Markos       | Grecia        | Non partito |       |
| DNS  | 5        | 9      | Mychajlo Romančuk      | Ucraina       | Non partito |       |

### Finale
| Pos. | Corsia | Atleta              | Nazionalità | Tempo   | Note |
| ---- | ------ | ------------------- | ----------- | ------- | ---- |
|      | 5      | Lukas Märtens       | Germania    | 3'42"50 |      |
|      | 3      | Antonio Djakovic    | Svizzera    | 3'43"93 |      |
|      | 4      | Henning Mühlleitner | Germania    | 3'44"53 |      |
| 4    | 1      | Felix Auböck        | Austria     | 3'45"76 |      |
| 5    | 6      | Lorenzo Galossi     | Italia      | 3'46"94 |      |
| 6    | 7      | Joris Bouchaut      | Francia     | 3'47"20 |      |
| 7    | 2      | Gabriele Detti      | Italia      | 3'47"34 |      |
| 8    | 8      | Henrik Christiansen | Norvegia    | 3'50"30 |      |